# كرايغ جي. روبرتس
كرايغ جي. روبرتس (بالإنجليزية: Craig G. Roberts)‏ هو مدرب خيول أمريكي، ولد في 15 ديسمبر 1930 في الولايات المتحدة، وتوفي في 16 مايو 2009 بسبب ذات الرئة.